# Olivia May
Olivia Alaina May Tuck (ur. 22 października 1985 we Fresno w Kalifornii) – amerykańska aktorka, piosenkarka i muzyk.

## Życiorys
Urodziła się 22 października 1985 roku we Fresno. Od 2008 roku zaczęła regularnie brać udział w produkcjach filmowych i telewizyjnych. W 2008 roku zagrała podwójną rolę Emmanuelle/Emily w 13 odcinkach serialu telewizyjnego softcore Co-Ed Confidential. W 2009 roku wystąpiła w głównej roli Katie Powers w komedii erotycznej Niepokalana osiemnastka. Po udziale w produkcjach krótkometrażowych, na początku drugiej dekady XXI wieku pojawiła się w rolach epizodycznych w serialach telewizyjnych, takich jak Mad Love, Happy Endings i Dwie spłukane dziewczyny. W 2017 roku zagrała rolę DJ-ki w 8 odcinkach serialu telewizyjnego Fight of the Living Dead. W 2020 roku zagrała mniejszą rolę w filmie Uciekaj, kochanie.
Pracuje również jako piosenkarka i muzyk. W tych rolach pojawiła się w serialach telewizyjnych Total Bellas i Ekipa z New Jersey: Rodzinne wakacje w 2018 roku.

## Filmografia

### Jako aktorka
- 2008: Casanovas (serial telewizyjny, odcinek 1x04)
- 2008: Co-Ed Confidential (serial telewizyjny, 13 odcinków)
- 2009: Toy Boy
- 2009: Niepokalana osiemnastka
- 2009: Melanż z muchą (serial telewizyjny, odcinek 1x03)
- 2009: Lost Tales from Camp Blood: Part 6 (krótki metraż)
- 2009: Lost Tales from Camp Blood: Part 5 (krótki metraż)
- 2009: Lost Tales from Camp Blood: The Director’s Cut (krótki metraż)
- 2010: Ouija (one) (krótki metraż)
- 2010: The Purest Blue
- 2011: Mad Love (serial telewizyjny, odcinek 1x06)
- 2011: Happy Endings (serial telewizyjny, odcinek 1x07)
- 2011: Moth Finds a Home (krótki metraż)
- 2012: Dwie spłukane dziewczyny (serial telewizyjny, odcinek 2x06)
- 2013: You Reap What You Love (krótki metraż)
- 2013: A Sense of Reality (krótki metraż)
- 2013: Masters of Sex (serial telewizyjny, odcinek 1x09)
- 2014: Faking It (serial telewizyjny, odcinek 2x10)
- 2015: Surviving an Active Shooter (krótki metraż)
- 2016: The Undergrounds (serial telewizyjny)
- 2016:  Westworld  (serial telewizyjny, odcinek 1x01)
- 2016:  Królowe krzyku  (serial telewizyjny, odcinek 2x04)
- 2016: People Magazine: Investigativ (telewizyjny serial dokumentalny, odcinek 1x05)
- 2017: Jammerzine’s The Week in #Indie (serial telewizyjny, odcinek 2x03)
- 2017: Fight of the Living Dead (serial telewizyjny, 8 odcinków)
- 2017: Loyalty Club (krótki metraż)
- 2017: Elsewhere
- 2017: Broke A$$ Rich Kid (serial telewizyjny, 2 odcinki)
- 2018: May Tuck and the Hollywood Countrymen (krótki metraż)
- 2018: Desert Shores
- 2020: Uciekaj, kochanie
- 2023: How I Met Your Father (serial telewizyjny, odcinek 2x04)

### Jako autorka muzyki
- 2008: Blue Skied an’ Clear (krótki metraż)
- 2015: A Deadly Adoption (film telewizyjny)
- 2017: Phoenix Forgotten
- 2018: Total Bellas (serial telewizyjny, 6 odcinków)
- 2018: Sacred Lies (serial telewizyjny, odcinek 1x05)
- 2018: Are You the One? (serial telewizyjny, odcinek 7x11)
- 2018: Island Medics (telewizyjny serial dokumentalny, odcinek 2x05)
- 2018: Ekipa z New Jersey: Rodzinne wakacje (serial telewizyjny, 6 odcinków)

## Dyskografia
- 2018: Don’t Look, premiera 22 stycznia 2018
- 2019: So Random, premiera 2 sierpnia 2019

## Życie prywatne
Mężatka, ma córkę i dwa koty.